# Betriebswirtschaftshochschule Klaipėda
Die Betriebswirtschaftshochschule Klaipėda (lit. Klaipėdos verslo aukštoji mokykla, KVAM) ist eine private Hochschule in Klaipėda, der drittgrößten Stadt Litauens. Nach der Rechtsform ist sie eine Geschlossene Aktiengesellschaft. Es gibt vier Lehrstühle (Wirtschaft, Management, Allgemeine Disziplinen und Recht), 1.441 Studenten und 71 Mitarbeiter (2010). Die acht Studiengänge sind in Management und Business Administration, VWL, Recht und Philologie. 

## Geschichte
1997 wurde die Höhere Sabaliauskaitė-Schule für Wirtschaft gegründet. Im August 2001 wurde sie zum Wirtschaftskolleg Klaipėda. Ab September 2001 gab es zwei Hochschulstudiengänge (Finanzen und Englisch). 2009 wurde das Kollegium zur Wirtschaftshochschule (Betriebswirtschaftshochschule Klaipėda). 2011 gab es 38 sozialversicherungspflichtige Mitarbeiter, 2014 gab es acht  Mitarbeiter und seit 2015 gibt es keine Angestellten mehr.

## Leitung
- Direktorin: Irena Sabaliauskaitė
- Stellv. Direktorin für Studium: Rasa Grigolienė
- Stellv. Direktor für Infrastruktur: Tengizas Džibladzė

## Absolventen
- Martynas Gedvilas (*  1989), Politiker,  Mitglied des Seimas